# Lighthouse – Swedish Maritime Competence Centre
Lighthouse – Swedish Maritime Competence Centre är ett tvärvetenskapligt nationellt maritimt kompetenscenter, baserat på samarbete mellan industri, akademi och samhälle. Lighthouse bildades 2006 genom ett samarbete mellan svenska redareföreningen Svensk Sjöfart, Chalmers Tekniska Högskola och Handelshögskolan vid Göteborgs Universitet. Från början var Lighthouse ett västsvenskt regionalt kompetenscenter men är sedan 2015 ett nationellt kompetenscenter. Externa partners till Lighthouse är Chalmers, Göteborgs Universitet, Kungliga Tekniska Högskolan, Linnéuniversitetet, Västra Götalandsregionen, Sjöfartsverket, Stiftelsen Sveriges Sjömanshus, redarföreningen Svensk Sjöfart och Vinnova.